# 955

## Evenimente
- 10 august: Bătălia de la Lechfeld. Împăratul german Otto I îi înfrănge pe maghiari, reușind astfel să stopeze invazia acestora în Europa Centrală și de Vest.
- 16 octombrie: Bătălia de la Recknitz. Regele Otto I "cel Mare" al Germaniei aliat cu tribul slavilor rani de o parte și federația slavilor obodriți de sub conducerea lui Nako și a fratelui său Stoinegin, încheiată cu victoria germană.

## Nașteri
- Otto al II-lea, Împărat al Sfântului Imperiu Roman, a fost încoronat Rege al Germaniei în timpul domniei tatălui său în Catedrala din Aachen în 961, iar în 967 a fost încoronat Sfânt Împărat Roman de către Papa Ioan al XIII-lea (d. 983)

## Decese
- 1 noiembrie: Henric I de Bavaria, duce de Bavaria (n. 919/921)
- 23 noiembrie: Edred (aka Eadred), rege al Angliei (n. 923)